# Агос
«Агос» (з.-арм. Ակօս, «Борозда») — армянская еженедельная газета, издающаяся в Стамбуле с 5 апреля 1996. Печатается на армянском и турецком языках тиражом около 5000 экземпляров; также выходит и на английском языке в интернете. Главным редактором газеты с момента основания и до своей смерти был Грант Динк. Его убил турецкий националист Огюн Самаст 19 января 2007 года в центре Стамбула, напротив редакции.
Сын Гранта Динка, Арат Динк, который являлся исполнительным редактором еженедельника, был назван одним из обвиняемых по делам, возбужденным против Гранта Динка (клевета на турецкий народ, из-за его управленческой должности в еженедельнике). После убийства Гранта Динка главным редактором еженедельника стал Этьен Махчупян (тур. Etyen Mahçupyan), а Арат Динк продолжает работать в качестве исполнительного редактора.